# Golful Carpentaria

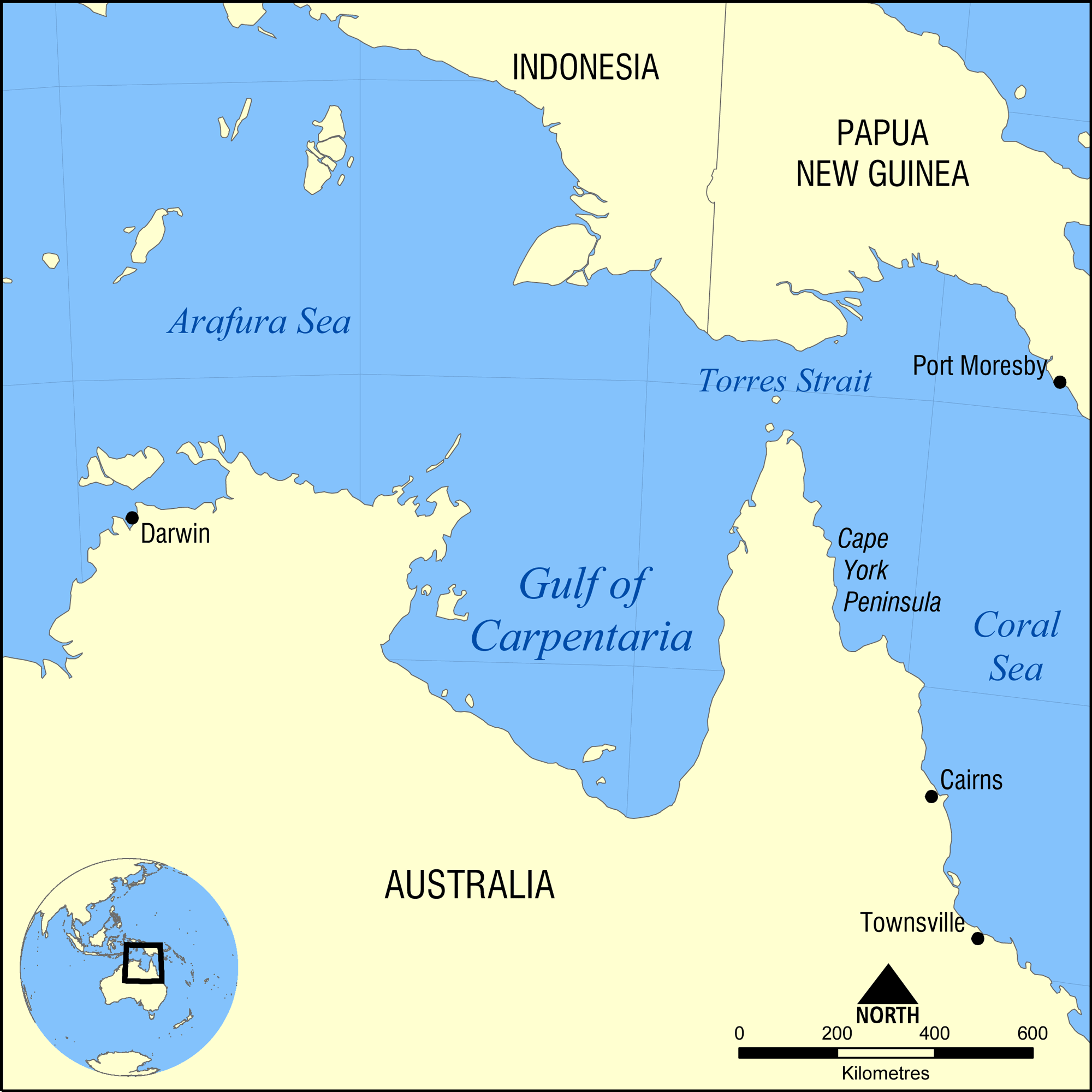
Golful Carpentaria

Golful Carpentaria (în engleză Gulf of Carpentaria, după numele navigatorului neerlandez Pieter de Carpentier⁠(d)) este un golf în Marea Arafura la sud de Papua Noua Guinee, situat pe țărmul nordic al Australiei, între peninsulele Arnhem (la vest) și Cape-York (la est). Golful Carpentaria pătrunde în uscat cu cca. 600 km. Adâncimea lui atinge 69 m, iar fluxul atinge cota de 3,2 m.